# Palacio de Katuxa
El palacio de Katuxa en Llodio (provincia de Álava, España) es una edificación residencial barroca del siglo XVII con un porte señorial, en origen exento, sobrio, sin grandes ornamentos, de grandes dimensiones, construido en piedra, con vanos adintelados, con jerarquía en el tratamiento de pisos y fachadas y cuidada composición.

## Descripción
La edificación presenta una fachada principal con acceso protegido por un pórtico o portalón que actúa como espacio previo de acogida. El edificio tiene planta ligeramente rectangular y un volumen casi cúbico con cubierta a cuatro aguas de teja cerámica curva y esquinales en sillería. Presenta planta baja, primera y bajocubierta.
La fachada principal se alza en orientación noroeste, hacia el río Nervión, por lo que su presencia visual es destacada. Es una fachada plana, simétrica y de eje central, realizada enteramente con sillares de piedra arenisca. Presenta una ordenada composición con cuatro ejes verticales de vanos y una clara jerarquización de pisos. La planta baja se caracteriza por un gran portalón central formado por dos arcos dovelados de medio punto separados por una columna central toscana de fuste de gran anchura en piedra arenisca. Los arcos en los extremos laterales, en su línea de arranque, son recogidos por respectivos listeles con molduras. En el mismo plano, a cada lado de los arcos se abren sendas ventanas adinteladas, sin orejetas, levemente verticales y con herrería claustral. Los dinteles de estos vanos se encuentran deteriorados. El espacio interior generado en el portalón tiene unos seis metros de fondo, el material empleado en su interior es mampostería y destaca el acceso al palacio en el muro frontal del fondo mediante arco adintelado y orejetas en sus ángulos. En el portalón, en sus muros laterales interiores se sitúan sendas puertas secundarias adinteladas. El techo muestra una viguería de madera dispuesta perpendicularmente a la fachada, mientras el suelo está actualmente cubierto por mortero. El primer piso es la planta noble de la casa y tiene mayor altura. Como división y marca de la línea de forjado entre la planta baja y primera se sitúa una imposta horizontal con molduras levemente saliente del paño de fachada. En la planta primera se disponen cuatro huecos adintelados de balcón en vuelo con antepechos de herrería. Los dos vanos centrales, sobre el pórtico, están unidos por un único balcón, mientras los dos laterales tienen balcón aislado y se sitúan a eje con los vanos del piso inferior. Estos balcones son de hormigón y rompen la continuidad de la imposta descrita anteriormente. En el eje central que se corresponde verticalmente con la columna del pórtico y a mayor altura que los vanos de la primera planta se sitúa un escudo de armas. El escudo tiene un único cuartel y lleva un árbol que muestra sus raíces, con un lobo en cada lateral del tronco y un animal en el follaje. Está orlado por aspas o cruces de San Andrés y va timbrado con yelmo y lambrequines. La bajocubierta tiene cuatro pequeños vanos cuadrados en continuidad con los ejes verticales. También se marca con una imposta sencilla de algo más de medio bocel el remate de la cornisa. Los canes de cubierta presentan un ligero trabajo de talla con formas curvas en una serie de líneas que aparentan definir sogueados. El faldón de cubierta no presenta ningún elemento saliente. En las proximidades de este frente de fachada se observa una pequeña torreta o cubo de sección circular embebida dentro de un edificio auxiliar y las posibles ruinas de uno similar en otro extremo.
Las fachadas laterales se caracterizan por su carácter secundario al ser realizadas en mampostería, no tener impostas, ni decoración significativa y su menor calidad en la talla de los aleros. Los muros se encuentran con la mayor parte del revoco desprendido. Los vanos se realizan adintelados y se emplea en su cerco sillares. Se aprecia en ellas también una cierta regularidad y una diferencia clara entre los distintos pisos. Ambas tienen una planta baja con menos vanos y de pequeño tamaño. También tienen la planta primera con vanos mayores, muchos a modo de balcones enrasados y la bajocubierta con cinco pequeños vanos cuadrados regulares. La fachada lateral suroeste está levemente más ordenada, con cinco ejes de vanos y todos los huecos del primer piso son balcones enrasados. No obstante este orden queda roto por la introducción en el centro de la fachada de una escalera exterior y una recepción en vuelo añadida al edificio. En las inmediaciones de la parte izquierda de la fachada y perpendicularmente a la misma se ubica una edificación de planta baja con cubierta a dos aguas en teja. La fachada noreste tiene sólo cuatro vanos en el piso primero y son de diversa factura, los dos extremos a modo de balcón enrasado. Hay una ventana entre la planta baja y el piso primero con herrería claustral y antepecho de sillares que se corresponde con el cuerpo de la escalera interior del palacio. La presencia de esta fachada es reducida por la existencia de una serie de edificaciones recientes muy próximas al palacio.
La fachada trasera está condicionada por un cuerpo anexo al edificio en su parte derecha y por una escalera a modo de patín en la parte central. El anexo es una construcción en mampostería de planta baja y primera, con cubierta a tres aguas de teja cerámica curva y presenta esquinales y vanos de sillería. La escalera exterior es de mampostería y está cubierta por un faldón de teja, bajo ella se sitúa un acceso adintelado al palacio. En la bajocubierta sólo hay tres ventanucos situados en la zona derecha.
La distribución interior se desarrolla en planta baja en torno a un pequeño vestíbulo central al que se accede desde el portalón. Del mismo hacia la izquierda, según se entra, parte el núcleo de escaleras principal. La escalera es de dos tramos, entre muros y en escuadra. Los peldaños en el primer tramo son de piedra, mientras en el segundo tramo son de madera y el descansillo con solado de piedra está cubierto por una pequeña bóveda de arista. Del vestíbulo también sale un pasillo recto que comunica la entrada con el acceso secundario al palacio por la fachada trasera, creándose un esquema de pasillo central y dos crujías laterales que albergarían las cuadras. El primer piso es la zona residencial y desde un espacio central al que nos lleva la escalera se accede a las salas enfiladas ubicadas en la fachada principal y que forman parte de la zona representativa del palacio, mientras hacia la parte trasera se sitúa la cocina. El solado en este piso son cerámicas de barro cocido. El sistema estructural es de forjados de madera y la cubierta presenta una estructura de madera formada por crujías con vigas riostras horizontales, ensambles en orejetas, algunos pequeños jabalcones y se utilizan para apoyar la viga de cumbrera otras vigas a modo de puente y riostra en sentido transversal.